# 서산 동문동 오층석탑
서산동문동오층석탑(瑞山東門洞五層石塔)은 대한민국 충청남도 서산시 동문동에 있는 고려시대의 오층석탑이다. 2008년 4월 10일 충청남도의 유형문화재 제195호로 지정되었다.

## 개요
동문동에 소재한 오층석탑과 당간지주가 위치한 이곳은 고려시대에 큰절이 있었다고 해서 지금도 이곳을 대사동(大寺洞)이라고 부른다.
당간지주와 약 50m 정도 거리에 위치하고 있는 오층석탑은 현재 3층만이 남아있다. 현재 2중기단의 갑석위에 올려져 있는 탑층은 3층까지만 남아 있고 4층과 5층, 상륜부 등이 결실되었다. 옥개석과 탑신은 모두 1개의 통석으로 되어 있고 옥개받침은 4단이며 옥개석 네 귀퉁이가 반전되었고 우아한 체감율을 보여주는 전형적인 고려시대 석탑이다

## 같이 보기
- 서산 동문동 당간지주

## 참고 자료
- 서산동문동오층석탑 - 국가유산청 국가유산포털